# Île Tianoa
L’île Tianoa est un îlot de Nouvelle-Calédonie appartenant administrativement à la commune de l'Île des Pins.